# Ócsai prépostság

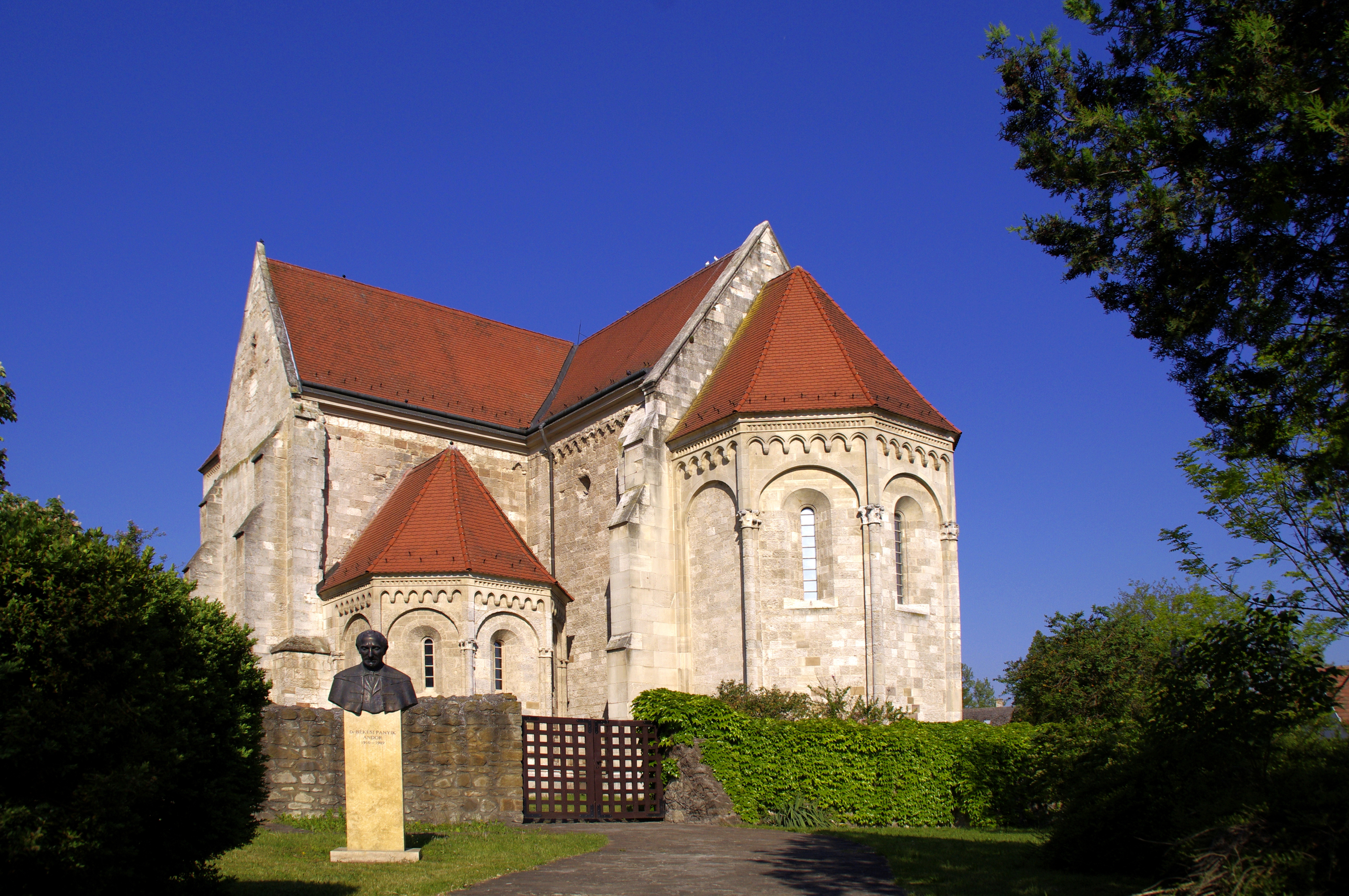
Ócsai műemlék templom

Az Ócsai prépostság a fennmaradt okiratok szerint már 1234 előtt fennállt, ekkor Jászó, a későbbi monostorjegyzék szerint pedig Váradelőhegy filiája volt. Az Ócsai Boldogságos Szűz Mária premontrei prépostság saját filiája  Körösmonostora és Gédermonostora volt.
Egy 1454-ben kelt oklevélben elöljáróját apátnak nevezték. 1516-ban a nagykáptalan nevét nem említette a kijelölt 21 magyar prépostság között. 1541-ben a törökök pusztították.

## A templom leírása
Temploma a 13. század eleje körül épült. 1560-ban a reformátusok vették birtokba és máig ők használják.
A 3 hajós román kori műemlék templom nyugati oldalán két torony áll. Keresztboltozatos szentélye a nyolcszög három oldalával zárul, kereszthajóiból egy-egy kápolna nyílik.
A főhajót váltakozó, köteg- és nyolcszögű pillérek választják el a mellékhajóktól.
Bélletes kapui az északi és a déli oldalon nyílnak. A templom falain a 13. századból való freskórészletek találhatók.
A templom északi oldalán épült kolostorból mára már semmi sem maradt.